# چهارمین جشنواره فیلم یوکوهاما
چهارمین جشنوارهٔ فیلم یوکوهاما (به ژاپنی: 第1回ヨコハマ映画祭) چهارمین دورهٔ جشنواره فیلم یوکوهاما است که در تاریخ ۴ فوریه ۱۹۸۳ میلادی در شهر یوکوهاما، استان کاناگاوا کشور ژاپن برگزار شد.

## جوایز
- بهترین فیلم: Tenkosei[۲]
- بهترین بازیگر نقش اول مرد: ریودو اوزاکی (宇崎竜童) – Tattoo Ari
- بهترین بازیگر نقش اول زن: آیومی ایشیدا – Yaju-deka
- بهترین بازیگر جدید زن:
  - Reiko Nakamura – Mizu no nai pūru
  - ساتومی کوبایاشی – Tenkosei
- بهترین بازیگر نقش مکمل مرد: میتسورو هیراتا – Kamata koshin-kyoku
- بهترین بازیگر نقش مکمل زن: ماساکو ناتسومه – Dai Nippon teikoku
- بهترین کارگردان: بانمی تاکاهاشی Tattoo Ari
- بهترین کارگردان جدید: شون ناکاهارا – Okasare shigan
- بهترین فیلمنامه: Wataru Kenmochi – Tenkosei
- بهترین فیلمبرداری: Masaki Tamura – Saraba itoshiki daichi, Nippon-koku Furuyashiki-mura
- بهترین فیلم مستقل: Yami utsu shinzō
- جایزهٔ ویژه:
  - کیکو ماتسوزاکا (Career)
  - نوبو ناکاگاوا (Career)